# البنتان (صفحة البيانات)
هذه الصفحة توفى بيانات كيميائية تكميلية عن مادة البنتان n -pentane.

## صحيفة بيانات سلامة المواد
يتطلب التعامل مع هذه المادة الكيميائية اتخاذ احتياطات أمان كبيرة. إضافة إلى ذلك، من المستحسن بشدة البحث عن ورقة بيانات سلامة المواد (MSDS) الخاصة بهذه المادة من مصدر موثوق مثل eChemPortal، واتباع توجيهاتها أيضا.
- مالينكرودت بيكر.

## البنية والخصائص العامة
| البنية والخصائص          | البنية والخصائص |
| ------------------------ | --- |
| معامل الانكسار، ند       | 1.3575 عند 20 درجة مئوية |
| رقم آبي                  | ؟ |
| ثابت العزل الكهربائي، εr | 1.844 ε0 عند 20 درجة مئوية |
| قوة الرابطة              | ؟ |
| طول الرابطة              | ؟ |
| زاوية الرابطة            | ؟ |
| القابلية المغناطيسية     | ؟ |
| التوتر السطحي            | 18.16 داين/سم عند 0 درجة مئوية </br> 17.03 داين/سم عند 10 درجة مئوية </br> 15.82 داين/سم عند 20 درجة مئوية </br> 14.73 داين/سم عند 30 درجة مئوية </br> 13.66 داين/سم عند 40 درجة مئوية |
| اللزوجة                  | 0.2894 ميجا باسكال·ثانية عند 0 درجة مئوية </br> 0.2395 ميجا باسكال ثانية عند 20 درجة مئوية </br> 0.2200 ميلي باسكال ثانية عند 30 درجة مئوية                                            |

## ضغط بخار السائل
| P بالملم زئبق                | P بالملم زئبق                | 1     | 10    | 40    | 100   | 400  | 760  | 1520 | 3800 | 7600  | 15200 | 30400 | 45600 |
| درجة الحرارة بالدرجة المئوية | درجة الحرارة بالدرجة المئوية | -76.6 | -50.1 | -29.2 | -12.6 | 18.5 | 36.1 | 58.0 | 92.4 | 124.7 | 164.3 | —     | —     |

تم الحصول على بيانات هذا الجدول من CRC Handbook of Chemistry and Physics 47th ed.

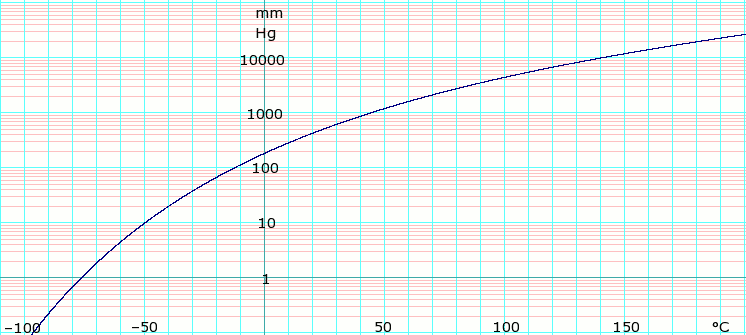
سجل_{10} من ضغط بخار n- البنتان. يستخدم الصيغة: تم الحصول عليها من CHERIC

## البيانات الطيفية
| الأشعة فوق البنفسجية والمرئية          | الأشعة فوق البنفسجية والمرئية |
| -------------------------------------- | ----------------------------- |
| λالحد الأقصى                           | ؟ ن م                         |
| معامل الانقراض، ε                      | ؟                             |
| الأشعة تحت الحمراء                     |                               |
| نطاقات الامتصاص الرئيسية               | 2881، 2940، 2965 سم−1         |
| الرنين النووي المغناطيسي               |                               |
| الرنين النووي المغناطيسي للبروتون      |                               |
| الرنين النووي المغناطيسي للكربون-13    |                               |
| بيانات الرنين المغناطيسي النووي الأخرى |                               |
| مطيافية الكتلة                         |                               |
| كتل من </br> الأجزاء الرئيسية          |                               |